# Бабік Андрій Іванович
Андрій Іванович Бабік (нар. 30 вересня 1967, м. Луганськ) — український сценарист, співавтор першого українського телесеріалу, проданого Netflix, «Нюхач», викладач, телеведучий, письменник, лікар-онколог вищої категорії, кандидат медичних наук. Президент Гільдії сценаристів України. Автор книги «Сценаристів у нас нема!». 

## Життєпис
1992 року з відзнакою закінчив Ворошиловградський медичний інститут (тепер Луганський медичний університет). Був капітаном КВН-команди «Клуб самотніх чоловіків» цього університету. Після навчання працював лікарем, паралельно займаючись поетичною творчістю для гурту «Made in Ukraine» та дитячого ансамблю «Зернятко». У 2001 році здобув науковий ступінь, захистивши кандидатську дисертацію з хірургії. У лютому 2006 року переїхав до Києва, де продовжив медичну діяльність і почав працювати на телебаченні. У січні 2010 року став слухачем першого набору Школи сценарної майстерності, організованої кінокомпанією «Film.UA» та виробничою студією «Прима». У січні 2022 року закінчив магістратуру за спеціальністю «Драматургія кіно і телебачення» при кафедрі кінорежисури та кінодраматургії Інституту екранних мистецтв Київського Національного університету театру, кіно і телебачення ім. І. К. Карпенка-Карого. З 2020 року працює керівником художньої майстерні кафедри кінорежисури та кінодраматургії Інституту екранних мистецтв Київського Національного університету театру, кіно і телебачення ім. І. К. Карпенка-Карого.

## Фільмографія
| Рік       |   | Українська назва                   | Оригінальна назва | Роль                                                      |
| --------- | - | ---------------------------------- | ----------------- | --------------------------------------------------------- |
| 2010—2011 | с | «Жіночий лікар»                    |                   | автор ідеї і сценарію                                     |
| 2012      | с | «Майя. Кінець світу»               |                   | автор сценарію                                            |
| 2012      | с | Телефон довіри                     |                   | автор сценарію                                            |
| 2010—2018 | с | «Нюхач»                            |                   | співавтор сценарію                                        |
| 2013      | с | «Страх у твоєму домі»              |                   | автор сценарію                                            |
| 2013      | с | «Лука»                             |                   | автор сценарію                                            |
| 2013      | с | «Вірний засіб»                     |                   | автор сценарію                                            |
| 2014      | с | «Скліфосовський-3»                 |                   | автор сценарію                                            |
| 2015      | с | «Ніконов і Ко»                     |                   | автор сценарію                                            |
| 2015      | с | «Скліфосовський-4»                 |                   | автор сценарію                                            |
| 2015      | с | «Адаскандар» (Загублені)           |                   | автор ідеї, головний автор, автор сценарію                |
| 2016      | с | «Черговий лікар-1»                 |                   | автор сценарію                                            |
| 2016      | с | «Розтин покаже»                    |                   | автор ідеї, головний автор, автор сценарію                |
| 2018      | с | «Прислуга»                         |                   | головний автор, автор сценарію                            |
| 2018      | с | «Опер за викликом-1»               |                   | автор ідеї, головний автор, автор сценарію                |
| 2018      | с | «Опер за викликом-2»               |                   | автор ідеї, головний автор, автор сценарію                |
| 2018      | с | «Дует по праву»                    |                   | автор сценарію                                            |
| 2020      | с | «Карпатський рейнджер»             |                   | автор ідеї, головний автор, автор сценарію                |
| 2019      | с | «Поліціянтки»                      |                   | автор ідеї, автор сценарію, продюсер пілотної серії       |
| 2022      | с | «Життя на межі»                    |                   | скрипт-консультант повнометражного документального фільму |
| 2022      | с | «Битва за Київ»                    |                   | автор сценарію                                            |
| 2022      | с | «Максим Оса та золото Песиголовця» |                   | сценарист                                                 |
| 2023      | с | «Зупинити Голіафа»                 | Against All Odds  | скрипт-консультант повнометражного документального фільму |
| 2023      | с | «Солдатик»                         |                   | автор сценарію                                            |
| 2024      | с | «Поклик кохання»                   |                   | автор сценарію                                            |